# Бьюли

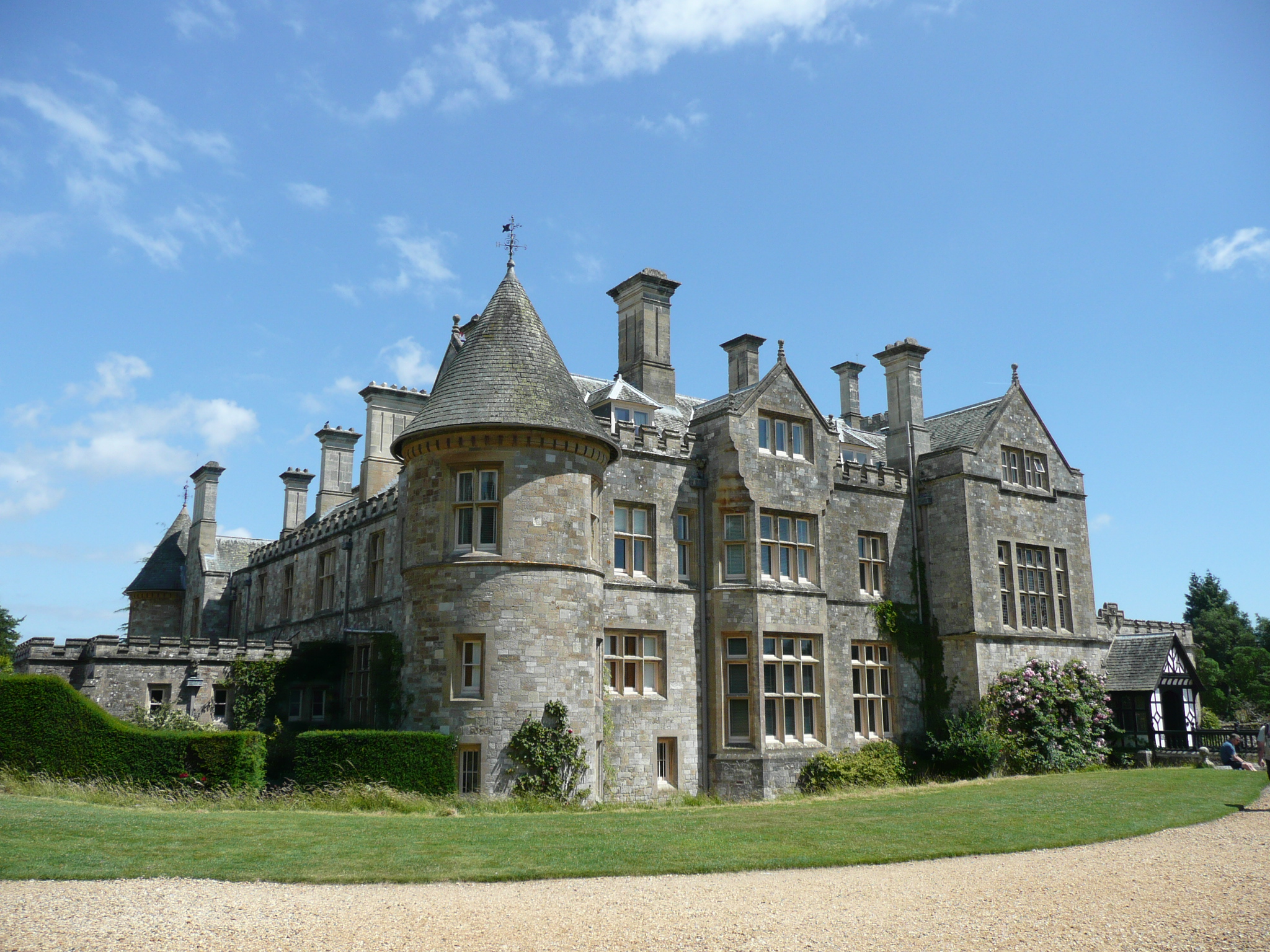
Замок в Бьюли

Бьюли (англ. Beaulieu) — деревня, разрушенное цистерцианское аббатство и усадьба семейства Монтегю на берегу одноимённой речки в южноанглийском графстве Хэмпшир, но юго-востоке национального парка Нью-Форест.
Усадебный дом семейства Монтегю (одно время носившего герцогский титул) в своей основе представляет собой сторожку аббатства XIV века, которая многократно расширялась и перестраивалась, последний раз в средневековом духе в викторианскую эпоху. До Монтегю владельцами усадьбы были их предки, графы Саутгемптоны (из которых наиболее известен покровитель Шекспира). На территории парка действует крупнейший в стране музей гоночных автомобилей.
В аббатстве Бьюли (Болье) начинается действие исторического романа Артура Конан Дойла «Белый отряд» (1891), посвящённого событиям Столетней войны.